# 南河镇 (英山县)
南河镇，是中华人民共和国湖北省黄冈市英山县下辖的一个乡镇级行政单位。

## 行政区划
南河镇下辖以下地区：
瓦寺前村、灵芝村、油铺塆村、大屋畈村、黑石寨村、二分垸村、更新村、官堰口村、窑坳村、坪上塆村、麻元墩村、傅家坊村、亭子岭村、四口冲村、四安寨村、花屋沟村、泡桐坳村、王家道村、薛家畈村、界牌石村和横山冲村。